# Norman Cohn
Norman Rufus Colin Cohn FBA (Londres, Inglaterra, 12 de enero de 1915-Cambridge, Inglaterra, 31 de julio de 2007) fue un académico británico, historiador y escritor que pasó catorce años como profesor asociado y se desempeñó en el cargo de profesor Astor-Wolfson en la Universidad de Sussex.

## Vida
Nacido en Londres, en el seno de una familia mixta judío-católica, Cohn se educó en la Gresham's School y en Christ Church, Oxford. En la Christ Church fue un académico e investigador entre 1933 y 1939, graduándose en Lenguas Modernas en 1936. Sirvió seis años en el Ejército Británico, siendo destinado al Regimiento Real de la Reina en 1939 y transferido al Cuerpo de Inteligencia en 1944, donde su conocimiento de lenguas modernas fue de utilidad. En 1941 se casó con Vera Broido, con quien tuvo un hijo, el escritor Nik Cohn. En la postguerra fue enviado a Viena, ostensiblemente para interrogar a nazis pero también conoció a varios refugiados del Estalinismo, y las similitudes en las obsesiones persecutorias evidenciadas por el Nazismo y el estalinismo motivaron su interés en el trasfondo histórico de estas ideologías opuestas pero funcionalmente similares. Luego de su baja enseñó en universidades en Escocia, Irlanda, Inglaterra, Estados Unidos y Canadá.
En 1966 fue nombrado profesor asociado en la Universidad de Sussex y fue director de un proyecto de investigación en las precondiciones para las persecuciones y genocidios. De 1973 a 1980, Cohn ocupó el cargo de Aston-Wolfson Professor en la Universidad de Sussex.
Norman Cohn murió el 31 de julio de 2007, en Cambridge, Inglaterra, a la edad de 92 años a causa de una afección coronaria degenerativa.

## Obra

### En pos del milenio
La obra de Cohn como historiador se enfoca en el problema de las raíces de la persecución fanática que resurgió en la Europa moderna en una época donde el progreso industrial y la expansión de la democracia habían convencido a muchos de que la civilización moderna se había salido para siempre del salvajismo de las sociedades en períodos anteriores de la historia. En En pos del Milenio: Revolucionarios milenaristas y anarquistas místicos de la Edad Media (The Pursuit of the Millennium: Revolutionary messianism in medieval and Reformation Europe and its bearing on modern totalitarian movements), un clásico traducido a más de once idiomas, Cohn rastrea la matriz milenarista  y postula en su tesis la similitud con los fundamentos que impulsaron los movimientos revolucionarios del siglo XX.

### Los demonios familiares de Europa
Asimismo, en Los demonios familiares de Europa rastreó las fuentes históricas de la manía para inculpar a las minorías, hecho que dentro del Cristianismo culminó en la caza de brujas en Europa.

### El mito de la conspiración judía mundial
Su libro El mito de la conspiración judía mundial versa sobre los Protocolos de los Sabios de Sion, la falsificación antisemita que describe una teoría conspirativa sobre el dominio mundial de los Judíos. El argumento de Cohn es que esta teoría conspiradora motivó a sus adherentes a buscar la masacre del pueblo judío y se convirtió en un factor psicológico en el Holocausto nazi.

## Listado de trabajos
- The Pursuit of the Millennium: Revolutionary Millenarians and Mystical Anarchists of the Middle Ages (1957).
- Warrant for Genocide: The Myth of the Jewish World Conspiracy and the "Protocols of the Elders of Zion" (1970), a scholarly study on the myth of the Jewish world domination conspiracy, especially as evidenced in the fabricated The Protocols of the Elders of Zion document.
- Europe's Inner Demons (1975) rev.edition Europe's Inner Demons: The Demonization of Christians in Medieval Christendom (2000).
- Cosmos, Chaos and the World to Come: The Ancient Roots of Apocalyptic Faith (1993, revised edition 2001)
- Noah's Flood: The Genesis Story in Western Thought (1996)

### Ensayos
- The Horns of Moses Commentary vol. 3 (September 1958)
- The Myth of the Jewish World Conspiracy: A Case Study in Collective Psychopathology Commentary vol. 41 no. 6 (June 1966) 35
- Monsters of Chaos Horizon: Magazine of the Arts no. 4 (1972) 42
- Permanence de Millénarismes Le Contrat Social: revue historique et critique des faits et des idées vol. 6 no. 5 (September 1962) 289
- Adamo: the Distinguished Savage The Twentieth Century vol. 155 (January 1954) 263
- The Saint-Simonian Extravaganza The Twentieth Century vol. 154 (July 1953) 354
- The Magus of the North The Twentieth Century vol. 153 (January 1953) 283
- The Saint-Simonian Portent The Twentieth Century vol. 152 (July 1952)
- How Time Acquired a Consummation Apocalypse Theory and the End of the World (1995) 21-37(compilation)

## Obras traducidas al castellano
- En pos del milenio. Revolucionarios milenaristas y anarquistas místicos de la Edad Media, Logroño, 2015. Pepitas de calabaza editorial. ISBN 978-84-16167-31-4
- El mito de la conspiración judía mundial, Alianza, Madrid.
- Los demonios familiares de Europa, Alianza, Madrid.
- El cosmos, el caos y el mundo venidero, Crítica, Madrid.